# أدريان جوردن
أدريان جوردن (بالإنجليزية: Adrienne Jordan)‏ (30 يناير 1994 بكولورادو سبرينغس في الولايات المتحدة - ) هي لاعبة كرة قدم أمريكية في مركز الدفاع.

## وصلات خارجية
- أدريان جوردن على موقع قاعدة بيانات كرة القدم.إي يو (الإنجليزية)
- أدريان جوردن على موقع Soccerway.com (الإنجليزية)
- أدريان جوردن على موقع عالم كرة القدم.نت (الإنجليزية)